# Mafra (Santa Catarina)
Mafra – miasto i gmina w Brazylii, w stanie Santa Catarina. Znajduje się w mezoregionie Norte Catarinense i mikroregionie Canoinhas.